# Desnudo sentado (1916)
Desnudo sentado es un óleo sobre lienzo de 92 × 60 cm, realizado a finales de 1916 por el pintor italiano Amedeo Modigliani.
Se conserva en la Courtauld Gallery de Londres.

## Descripción
El cuadro muestra en un encuadre cercano a una mujer desnuda apoyada en el borde de un sofá granate en un interior sencillo y cotidiano. El fondo no ofrece distracciones, lo que permite al espectador admirar plenamente la belleza de la modelo. La sencilla belleza de la joven es el punto central.
La expresión humilde y serena del rostro de la muchacha inclinado sobre el hombro inicialmente parece tener un efecto alienante, pero al mismo tiempo le da a la obra una carga erótica, sensual y una profundidad individual especial. Al recortar las piernas en la parte inferior, la atención se centra en el torso detallado y el vello púbico. El sutil color pálido de la piel sugiere juventud y virginidad, como una clásica Virgen del Renacimiento, aunque sin ropa. Las largas líneas angulosas, las formas alargadas y la calidad casi escultórica del rostro ovalado son sus características, como las de casi todos los retratos de Modigliani. Los ojos, la boca y la nariz no están exactamente en el lugar correcto, pero aun así forman un todo coherente y creíble.
En este desnudo femenino, Modigliani resalta las formas sinuosas y enfatiza la languidez cerrando los ojos y dejando caer la cabeza.  El largo y lacio cabello está representado con un cuidado inusual para Modigliani, con líneas pintadas para recrear los mechones.

## Historia
Aunque algunas fuentes indican que la entonces amante de Modigliani, Beatrice Hastings, sirvió de modelo para este Desnudo sentado, esto parece poco probable. Modigliani produjo unos veintiséis desnudos en el período 1916-1919, para los cuales su mecenas, el marchante de arte Léopold Zborowski, estaba acostumbrado a encontrar modelos profesionales. La mayoría de estas obras también se realizaron en el apartamento de Zborowski. Parece probable que este también fuera el caso, dado el escaso parecido con Hastings y el hecho de que Modigliani parece haber utilizado a la modelo también en dos obras posteriores, cuando su relación con Hastings ya había terminado.
Modigliani expuso la obra en 1917 en la galería de Berthe Weill en París, durante una exposición individual (la única que tuvo) organizada igualmente por Zborowski, junto con una serie de otros desnudos suyos. Sin embargo, cuando se inauguró la exposición, fue cerrada inmediatamente por orden de la policía, ya que sus pinturas fueron consideradas obscenas y pornográficas. Cuando Weill preguntó al comisario de policía qué tenían de malo estos desnudos, señaló la visibilidad del vello púbico. “ Obscenidad “, dijo. Una vez retiradas las obras del escaparate, la exposición continuó como de costumbre a puerta cerrada.